# Accettura
Accettura är en ort och kommun i provinsen Matera i regionen Basilicata i Italien. Kommunen hade 1 807 invånare (2017).